# Kontinent
Pojam kontinent (od lat.: (terra) continens) označava "međusobno povezanu zemlju". Svi kontinenti zajedno čine samo 29% površine Zemlje.

## Definicije
Ne postoji jedinstveno stajalište u definiciji kontinenta.
Geografski je jedan kontinent pretežno jedna velika međusobno povezana zemaljska površina, potpuno ili skoro potpuno omeđena vodom ili nekom drugom prirodnom granicom. Tako, recimo, velike kopnene površine koje su povezane samo uskim prijelazima (kao npr. Afrika i Azija) bivaju promatrani kao različiti kontinenti.
Pored ovog postoji i povijesno-politička definicija. Po istoj je jedan kontinent jedan veći geografski prostor koji je iz raznoraznih utjecaja različit od drugih prostora na zemlji. Značenje ovog povijesno-političkog pogleda pokazuje se na primjeru Europe koja na osnovu prve definicije ni u kakvom slučaju ne čini zaseban kontinent.

## Broj kontinenata
Različite kulture i znanosti imaju različite "popise kontinenata". Općenito, kontinent mora biti veliko područje koje ima geološki jasne granice. 
Razni sustavi podjele kontinenta:
- Sedam kontinenta: Afrika - Antarktika - Australija - Južna Amerika - Sjeverna Amerika - Europa - Azija

- Šest kontinenta: Afrika - Antarktika - Australija - Južna Amerika - Sjeverna Amerika - Euroazija

- Šest kontinenta: Afrika - Antarktika - Australija - Amerika - Azija - Europa

- Pet kontinenta: Afrika - Antarktika - Australija - Amerika - Euroazija

- Četiri kontinenta: Afrika-Euroazija - Amerika - Australija - Antarktika

## Usporedba površine i stanovništva
| Br. | Kontinent        | Površina      | Stanovnika |
| --- | ---------------- | ------------- | ---------- |
| 1   | Azija            | 44,4 mil. km² | 3.968 mil. |
| 2   | Afrika           | 30,3 mil. km² | 924 mil.   |
| 3   | Sjeverna Amerika | 24,2 mil. km² | 520 mil.   |
| 4   | Južna Amerika    | 17,8 mil. km² | 378 mil.   |
| 5   | Antarktika       | 13,2 mil. km² | 0,004 mil. |
| 6   | Europa           | 10,5 mil. km² | 732 mil.   |
| 7   | Australija       | 8,5 mil. km²  | 33 mil.    |

## Davanje naziva
- Pod Afrikom se u prošlosti podrazumijevao samo današnji Tunis, koji su Rimljani tako prozvali po plemenu Afri iz okoline Kartage.

- Amerika je po prijedlogu Martina Waldseemüllera dobila ime po Amerigu Vespucciju, koji je kratko nakon Kristofora Kolumba plovio istočnom obalom Južne Amerike.

- Antarktika (lat. Antarctica) je nazvana po grčkom ἀνταρκτικός („suprotno od Arktika”). Naziv ἀρκτις također dolazi iz grčkog riječnika i znači medvjed ἀρκτός bi onda značilo „Zemlja medvjeda”.

- Azija (lat. Asia) je pojam iz asirskog jezika Assu = „izlazak sunca” ili „istok”.

- Australija vodi svoje ime od latinskog izraza Terra Australis = „Južna zemlja”.

- Europa je možda dobila svoj naziv od grčkog Erebos = „Večernja zemlja”.